# Шевцов, Алексей Иванович
Алексей Иванович Шевцов (возможно, Швецов) (1815 — после 1869) — петербургский архитектор, академик архитектуры (с 1860).

## Биография
Окончил Императорскую Академию художеств в 1839 году. Пенсионер Корпуса инженеров путей сообщения (1835—1839). Получил малую серебряную медаль Академии (1838). Получил от Академии художеств звание классного художника с правом на чин XIV класса (1839). Был признан «назначенным в академики» (1842). В 1860 году избран в академики.
Служил в Главном управлении путей сообщения и публичных зданий.

## Семья
- Жена — Евгения Дмитриевна Шевцова, урождённая Губарева
  - Сын — Александр Алексеевич (1844–?), архитектор[4], товарищ Ильи Репина по рисовальной школе
  - Сын — Алексей Алексеевич (1847[5] или 1854–1919), полковник, артиллерист, отец Л. А. Шевцовой-Споре[4]
  - Дочь — Софья Алексеевна (?–1909), первая жена Василия Ефимовича Репина (1853–1918), музыканта, педагога Петербургской консерватории, младшего брата Ильи Репина
  - Дочь — Вера Алексеевна в замужестве Репина (1855—1918[4] или 1919[6]), первая жена И. Е. Репина

## Проекты и постройки
- Особняк Л. Г. Салтыкова (расширение). Московский проспект, 8 (1847)[7][8];
- Церковь Воскресения Христова в Малой Коломне (участие в строительстве). Площадь Кулибина, 1х (1847—1859; не сохранилась)[9];
- Покровская церковь (переделка боковых приделов; совместно с В. Ф. Небольсиным). Площадь Тургенева (1848—1850; не сохранилась);
- Свято-Троицкий богадельный дом. Ломоносов, Оранжерейная улица, 18 (1860—1861)[10].